# Bahnstrecke Grünewalde–Kraftwerk 67
| Ziel der Bahnstrecke-Lauchhammer-Ost |                     |                                          |                                          |
| Streckenlänge: | 6,5 km              |                                          |                                          |
| Spurweite: | 900 mm (Schmalspur) |                                          |                                          |
| Stromsystem: | 1200 V =            |                                          |                                          |
| Streckengeschwindigkeit: | 30 km/h             |                                          |                                          |
| |                     |                                          |                                          |
| \| \| \| Bahnstrecke Kleinleipisch–Klettwitz Nord \| \| \| \| \| Bahnstrecke Tröbitz–Kleinleipisch \| \| \| \| 0,0 \| Bbf Grünewalde (Stw5)[1] \| Bbf Grünewalde (Stw5)[1] \| \| \| 0,8 \| nach Kleinleipisch \| nach Kleinleipisch \| \| \| 1,5 \| Bk Stw 4 \| Bk Stw 4 \| \| \| 2,5 \| Werkbahn Normalspur \| Werkbahn Normalspur \| \| \| \| 2,8 km Dreischienengleis 900/1435 mm[2] \| \| \| \| 5,2 \| Kostebrauer Straße \| Kostebrauer Straße \| \| \| 5,3 \| Werkbahn Normalspur \| Werkbahn Normalspur \| \| \| 5,5 \| Werkbahn ZFE Richtung Kostebrau \| Werkbahn ZFE Richtung Kostebrau \| \| \| 5,6 \| Bk Stw 34 \| Bk Stw 34 \| \| \| 6,1 \| vom Stw 33 \| vom Stw 33 \| \| \| 6,5 \| Gleisende hinter Bunker KW 67 \| Gleisende hinter Bunker KW 67 \| |                     |                                          |                                          |
| Strecke (außer Betrieb) |                     | Bahnstrecke Kleinleipisch–Klettwitz Nord | Bahnstrecke Kleinleipisch–Klettwitz Nord |
| Strecke (außer Betrieb) |                     | Bahnstrecke Tröbitz–Kleinleipisch        | Bahnstrecke Tröbitz–Kleinleipisch        |
| Dienststation / Betriebs- oder Güterbahnhof (Strecke außer Betrieb) | 0,0                 | Bbf Grünewalde (Stw5)                    | Bbf Grünewalde (Stw5)                    |
| Abzweig geradeaus und nach rechts (Strecke außer Betrieb) | 0,8                 | nach Kleinleipisch                       | nach Kleinleipisch                       |
| Blockstelle (Strecke außer Betrieb) | 1,5                 | Bk Stw 4                                 | Bk Stw 4                                 |
| Abzweig geradeaus und von links (Strecke außer Betrieb) | 2,5                 | Werkbahn Normalspur                      | Werkbahn Normalspur                      |
| Strecke (außer Betrieb) |                     | 2,8 km Dreischienengleis 900/1435 mm     | 2,8 km Dreischienengleis 900/1435 mm     |
| Strecke mit Straßenbrücke (Strecke außer Betrieb) | 5,2                 | Kostebrauer Straße                       | Kostebrauer Straße                       |
| Abzweig geradeaus und nach rechts (Strecke außer Betrieb) | 5,3                 | Werkbahn Normalspur                      | Werkbahn Normalspur                      |
| Kreuzung geradeaus oben (Strecken außer Betrieb) | 5,5                 | Werkbahn ZFE Richtung Kostebrau          | Werkbahn ZFE Richtung Kostebrau          |
| Blockstelle (Strecke außer Betrieb) | 5,6                 | Bk Stw 34                                | Bk Stw 34                                |
| Abzweig geradeaus und von links (Strecke außer Betrieb) | 6,1                 | vom Stw 33                               | vom Stw 33                               |
| | 6,5                 | Gleisende hinter Bunker KW 67            | Gleisende hinter Bunker KW 67            |

Die Bahnstrecke Grünewalde–Kraftwerk 67 war eine schmalspurige elektrische Förderbahn der Lausitzer Grubenbahn mit 900 mm Spurweite.
Die Strecke berührte die heutigen Ortsbereiche von Grünewalde und Lauchhammer-Ost. Sie endete dort bei dem Kraftwerk und der Brikettfabrik 67. Gebaut wurde die Strecke, um diese beiden Werke aus den Tagebauen im Umfeld zu versorgen. Sie bestand schon von 1921 an, ab dem Ende des Zweiten Weltkrieges wurde sie in der z Form bis Grünewald verlängert. Auch ein Anschluss aus Senftenberg wurde eingerichtet. In dieser Form wurde die Bahnlinie bis 1994 betrieben. Danach wurde sie vollständig abgebaut. Ein Teil der Strecke ist heute als Radweg nördlich von Lauchhammer benützt.

## Geschichte

### Entstehung
Ihren Anfang hatte diese Zweigstrecke der Lausitzer Grubenbahn schon im Jahr 1921, als mit einer Kohlebahn die geförderte Kohle vom südöstlich von Kostebrau gelegenen Tagebau Friedländer nach Lauchhammer-Ost zur damaligen Brikettfabrik und Kraftwerk Lauchhammer transportiert wurde. Das war aber eine Interimslösung, der eigentliche Kohlelieferant war vom Tagebau Koyne über die sogenannte normalspurige Koynebahn durch das spätere Gebiet des Tagebau Kleinleipisch, diese Strecke war aber zum Beginn der Produktion noch nicht fertiggestellt. Der Bunker, der bis zur Betriebseinstellung der Bahn betrieben wurde, hatte seinen Standpunkt unmittelbar nördlich von dem Bahnhof Lauchhammer Ost. Vom Bunker führte ein überdachtes Förderband über die Gleise der Bahnstrecke Finsterwalde–Schipkau, dem Bahnhof und die angrenzende Bahnhofstraße zum südlich davon liegenden Werk. Diese Werke konnten auch durch die Verbindungsbahn aus Richtung Schwarzheide versorgt werden und waren zum Ende des Zweiten Weltkrieges die modernsten ihrer Art im Raum Lauchhammer.

### Erweiterung nach dem Zweiten Weltkrieg

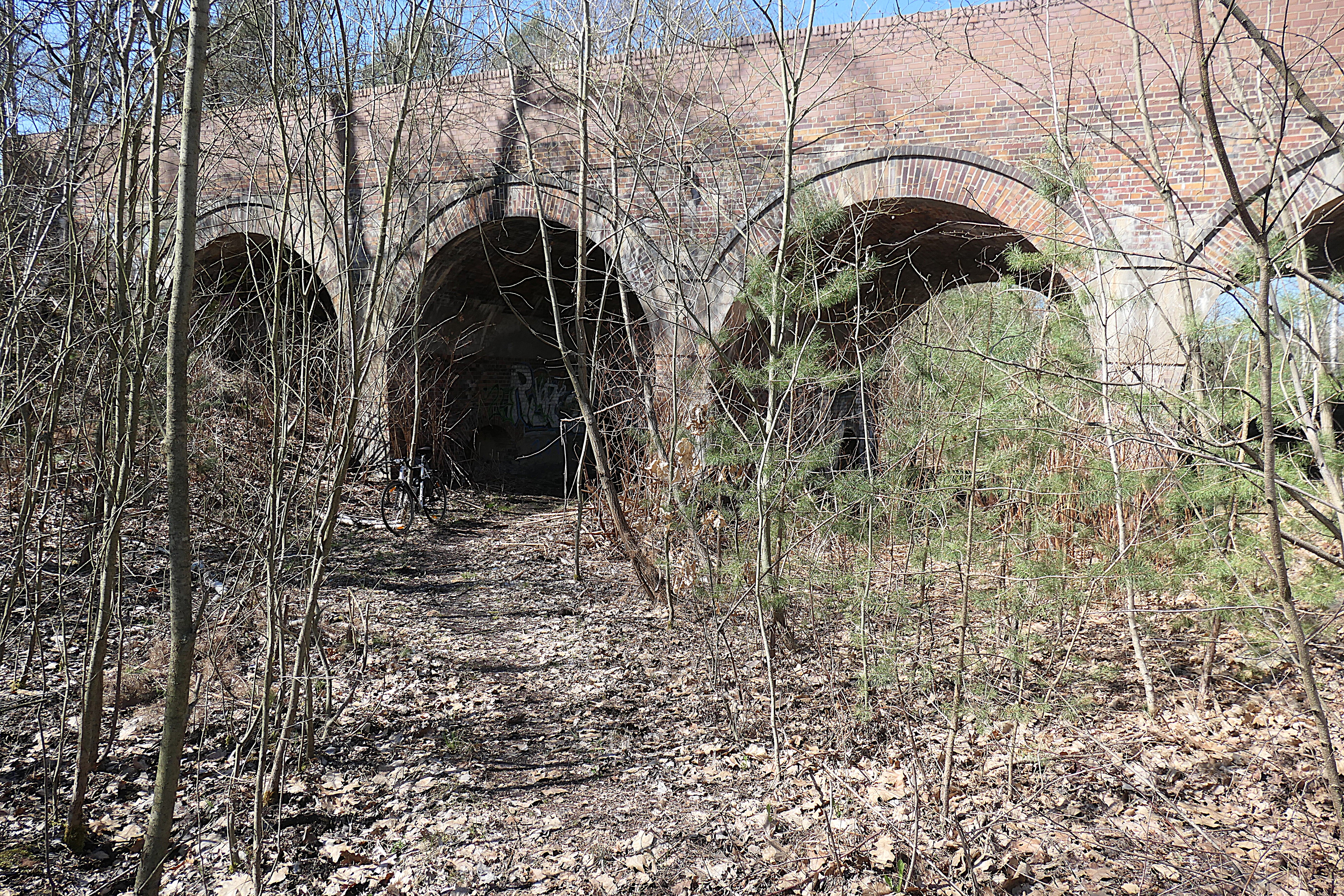
Überführung der Kostebrauer Straße über die ehemalige Bahnstrecke Grünewalde–Kraftwerk 67 in Lauchhammer-Ost

Nach dem Zweiten Weltkrieg war der Tagebau Friedländer ausgekohlt und wurde geschlossen. Die Anlagen der Brikettfabriken wurden demontiert und als Reparationen in die Sowjetunion gebracht. Auch Teile der Koynebahn verfielen unter die Reparationen. Innerhalb kürzester Zeit wurden die Anlagen wieder aufgebaut und danach als Bfk 67 weiterbetrieben. Das Gleis der Koynebahn musste wegen dem näher rückenden Tagebau Kleinleipisch  weiter südlich verlegt werden und führte auf der zuletzt genutzten Trasse nördlich von Lauchhammer bis zur Originaltrasse vor dem Bunker Lauchhammer-Ost vorerst als Normalspurtrasse weiter. Erst Ende der 1950er-Jahre wurden die Bunkergleise des Kraftwerkes aus 900 mm Spurweite umgebaut und die restlichen Gleisanlagen mit dem schon bestehenden Netz der 900-mm-Bahnen um Lauchhammer vereinigt.  Ein Überbleibsel der alten Koynebahn bestand 1990 noch auf einer Länge von 3 Kilometern als Dreischienengleis mit dem Abzweig verschiedener privater Betreiber. Außerdem wurde ein schmalspuriges Anschlussgleis Richtung Senftenberg gebaut. Das unbesetzte Stellwerk 4 war eine einfache Kreuzungsmöglich mit der Abzweigmöglichkeit des Normalspuranschlusses, auch das Stellwerk 34 war trotz seiner beiden Abzweige nicht besetzt. Hier bestand kein Ausweichgleis, sodass die von Grünewalde beförderten Züge geschoben werden mussten, um den Kohlebunker der Brikettfabrik bedienen zu können. Diese Form der Betriebsführung war mit verminderter Geschwindigkeit und bestimmter Signalgebung optisch und akustisch an der Zugspitze (sogenannte Klingelzüge) bei den Braunkohlebahnen nicht unüblich. In dieser Form bestand die Strecke bis zu ihrem Betriebsende.
Die Oberleitungsspannung war während der Zeit der DDR auf 1200 V Gleichspannung standardisiert, die Züge mit Lokomotiven der Bauart LEW EL 3 bespannt. Diese beförderten Kipper-Kohlewagen der Gothaer Waggonfabrik mit einem Fassungsvermögen von 56 Kubikmetern.

### Gegenwart

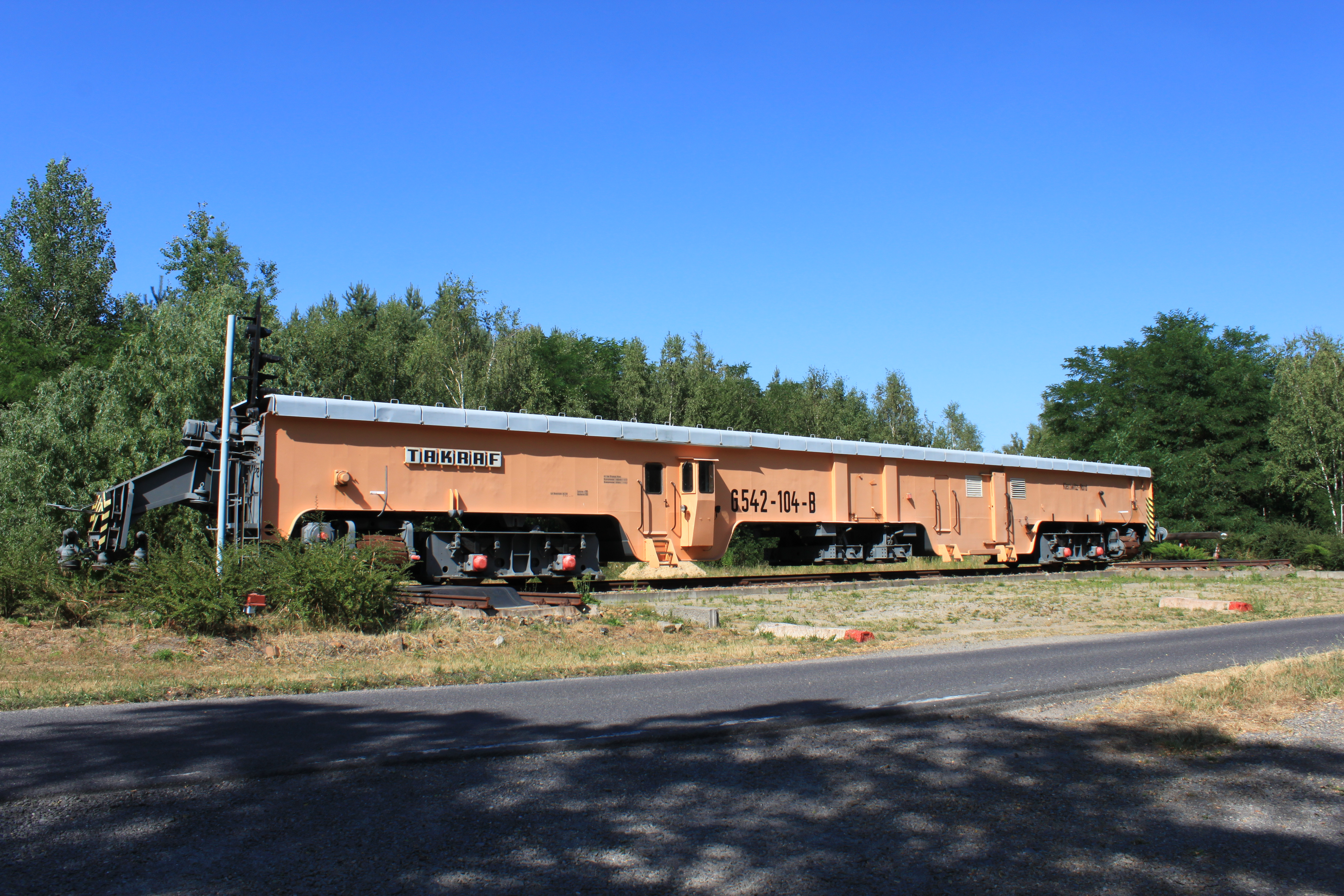
Abgestellte Gleisrückmaschine in Lauchhammer-Nord, Lichterfelder/Lauchhammerstraße

Am 30. September 1993 wurde das Kw 67 geschlossen und damit auch der Kohlebahnanschluss. Außerdem diente die Trasse in der Zeit zeitweise auch als Transit-Route für Kohle aus dem Tagebau Klettwitz-Nord über Senftenberg und die Bahnstrecke Kortitzmühle–Meuro bis zur Brikettfabrik Laubusch. Mit dem Ende der Förderung aus dem Tagebau Klettwitz-Nord war die einzige Förderichtung über Schmalspur von dem Tagebau Meuro bis zu dem Kraftwerk 67 in Lauchhammer-Ost. Über die Bahnstrecke wurde bis 1994 Kohlezüge bis zum Kraftwerk 64 gefahren.  Danach wurden die Strecken noch einige Zeit für Materialtransporte verwendet und später vollständig abgebaut.
Heute wird ein kleiner Teil der Trasse von der Kostebrauer Straße in Lauchhammer-Ost bis zum Ortsende von Lauchhammer als Fahrradweg verwendet. Etwas nördlich der Strecke ist an der Wegkreuzung Lauchhammerstraße/Lichtenfelder Straße/Weinbergstraße eine Gleisrückmaschine ausgestellt. Hier befand sich zu Betriebszeiten ein Normalspuranschluss zum Dreischienengleis der Strecke.